# Liste des évêques de Columbus
Liste des évêques de Columbus
(Dioecesis Columbensis)
Le diocèse de Columbus est érigé le 3 mars 1868, par détachement de l'archidiocèse de Cincinnati.

## Sont évêques
- 3 mars 1868-† 21 octobre 1878 : Sylvester Rosecrans (Sylvester Horton Rosecrans)
- 21 octobre 1878-14 mars 1880 : siège vacant
- 14 mars 1880-† 17 avril 1899 : John Ier Watterson (John Ambrose Watterson)
- 6 avril 1900-27 avril 1903 : Henry Moeller
- 10 décembre 1903-† 12 janvier 1944 : James Ier Hartley (James Joseph Hartley)
- 11 novembre 1944-† 2 mai 1957 : Michaël Ready (Michaël Joseph Ready)
- 5 décembre 1957-7 octobre 1964 : Clarence Ier Issenmann (Clarence George Issenmann)
- 20 janvier 1965-14 février 1968 : John II Carberry (John Joseph Carberry)
- 29 mai 1968-† 16 février 1973 : Clarence II Elwell (Clarence Edward Elwell)
- 22 juin 1973-18 septembre 1982 : Edward Herrmann (Edward John Herrmann)
- 8 février 1983-14 octobre 2004 : James II Griffin (James Anthony Griffin)
- 14 octobre 2004-31 janvier 2019 : Frédérick Campbell (Frédérick Francis Campbell)
- 31 janvier 2019-29 septembre 2021 : Robert Brennan (Robert John Brennan)

## Sources
- L'ANNUAIRE PONTIFICAL, sur le site http://www.catholic-hierarchy.org, à la page